# 애러벨라 스탠턴
애러벨라 스탠턴(영어: Arabella Stanton)은 영국의 배우이다. 2023년 웨스트엔드에서 공연하는 뮤지컬 《마틸다》에서 주인공 마틸다 웜우드를 연기했다. 드라마 《해리 포터》에서 헤르미온느 그레인저 역으로 캐스팅되었다.